# Estron
Estron je vedle estriolu a estradiolu jeden z ženských pohlavních hormonů estrogenů.

## Produkce estronu
Estron je produkován vaječníky, jedná se však o cca 45 %. 5 % je produkováno nadledvinami. Zbývajících 50 % však pochází z jiných zdrojů, především z podkožního tukového vaziva.